# Chmielita
Chmielita – część wsi Sosnówka w Polsce, położona w województwie lubelskim, w powiecie bialskim, w gminie Sosnówka.
W latach 1975–1998 Chmielita administracyjnie należała do województwa bialskopodlaskiego.
Wierni Kościoła rzymskokatolickiego należą do parafii Narodzenia Najświętszej Maryi Panny w Motwicy.